# Wishing Well (chanson de Terence Trent D'Arby)
 (septembre 2019).
Si vous disposez d'ouvrages ou d'articles de référence ou si vous connaissez des sites web de qualité traitant du thème abordé ici, merci de compléter l'article en donnant les références utiles à sa vérifiabilité et en les liant à la section « Notes et références ».
Pour les articles homonymes, voir Wishing Well.
Wishing Well est une chanson de Terence Trent D'Arby, sortie en 1987. Il s'agit du deuxième single issu de l'album Introducing the Hardline According to Terence Trent D'Arby. 
Terence Trent D'Arby en a écrit les paroles et co-composé la musique avec Sean Oliver. Le chanteur explique qu'il a créé cette chanson lorsqu'il était dans un état entre le sommeil et l'éveil, ce qui lui a permis de bien mesurer le poids des mots. Sean Oliver a ensuite collaboré à la composition finale.
La chanson atteint la première place du Soul Singles Chart et du Billboard Hot 100 le 7 mai 1988. Wishing Well est certifié « disque d'or » en octobre 1991 par la Recording Industry Association of America, ce qui correspond à 500 000 ventes.

## Éditions
Outre l'album Introducing the Hardline According to Terence Trent D'Arby, la chanson est sortie  en single sous plusieurs formats :
7" single
1. Wishing Well (3:33)
2. Elevators and Hearts (4:41)

12" maxi
1. Wishing Well (Three Coins In A Fountain Mix) (6:14)
2. Elevators and Hearts (4:41)
3. Wishing Well (The Cool in the Shade mix) (7:50)
4. Wonderful World (3:56)

12" maxi
1. Wishing Well (The Cool in the Shade mix) (7:50)
2. Wonderful World (3:56)
3. Elevators and Hearts (4:04)

Cassette
1. Wishing Well (3:33)
2. Elevators and Hearts (4:04)

## Clip vidéo
Le clip vidéo montre le chanteur en concert en alternance avec des scènes en noir et blanc où deux petits amis sont vus. Terence Trent D'Arby et son groupe jouent la chanson, tandis que le couple est dans un parc, puis dans une maison, et se fait un câlin.